# Muzeum Martyrologii „Pod Zegarem” w Lublinie
Muzeum Martyrologii „Pod Zegarem” w Lublinie – oddział Muzeum Narodowego w Lublinie powstał w 1979 roku z inicjatywy Stowarzyszenia Byłych Więźniów Politycznych Zamku Lubelskiego i klubu „Pod Zegarem”. Mieści się w celach byłego aresztu Gestapo przy ulicy Uniwersyteckiej 1 w Lublinie. Pracownia Konserwacji Zabytków przeprowadziła w dwóch celach prace konserwatorskie i zabezpieczyła inskrypcje pozostawione przez więźniów na ścianach. Odtworzono wygląd jednej z cel oraz karcer–ciemnię. Muzeum Martyrologii ma kolekcję korespondencji więźniów zamku (listy, grypsy, karty pocztowe) oraz listy hitlerowskich obozów koncentracyjnych do których trafili, obwieszczeń i zarządzeń niemieckich z lat 1939–1944. Osobną grupę stanowią dokumenty i pamiątki osobiste po więźniach zamku, a także archiwum fotograficzne przetrzymywanych tu w latach 1939–1954. Muzeum ma też bogaty materiał ikonograficzny Lublina z lat 1939–1944. Wystawami stałymi są: „Historia więzienia na Zamku i domu »Pod Zegarem«” i „Martyrologia młodzieży Lublina i harcerstwa Lubelszczyzny 1939–1945”.